# Страка, Йозеф (младший)
Йозеф Страка (чеш. Josef Straka; род. 4 июня 1948, Прага) — чехословацкий гребец, выступавший за сборную Чехословакии по академической гребле в 1970-х годах. Победитель и призёр первенств национального значения, участник двух летних Олимпийских игр.

## Биография
Йозеф Страка родился 4 июня 1948 года в Праге. Сын известного чехословацкого гребца Йозефа Страки старшего, серебряного и бронзового призёра чемпионатов Европы, участника двух Олимпийских игр.
Впервые заявил о себе в академической гребле на международном уровне в сезоне 1971 года, когда вошёл в состав чехословацкой национальной сборной и выступил на чемпионате Европы в Копенгагене, где в зачёте парных двоек стал седьмым.
Благодаря череде удачных выступлений удостоился права защищать честь страны на летних Олимпийских играх 1972 года в Мюнхене — вместе с напарником Владиком Лациной занял в парных двойках итоговое шестое место.
В 1973 году в одиночках показал девятый результат на чемпионате Европы в Москве.
В 1975 году на чемпионате мира в Ноттингеме был четвёртым в парных двойках.
Находясь в числе лидеров гребной команды Чехословакии, благополучно прошёл отбор на Олимпийские игры 1976 года в Монреале — в двойках совместно с Мирославом Лаголиком с первого места преодолел предварительный квалификационный этап, но затем на стадии полуфиналов финишировал лишь четвёртым и попал в утешительный финал В, где в конечном счёте так же занял четвёртое место. Таким образом, расположился в итоговом протоколе соревнований на десятой строке.
После монреальской Олимпиады Страка ещё в течение некоторого времени оставался действующим спортсменом и продолжал принимать участие в крупнейших международных регатах. Так, в 1977 году он отметился выступлением на чемпионате мира в Амстердаме, где в программе парных двоек стал шестым.